# Satélite Kingston
Satélite Kingston, également connu sous le nom de SK, est un groupe argentin de rock, originaire de Buenos Aires. Leur style musical est directement lié au son jamaïcain plus traditionnel de groupes comme The Skatalites ou de musiciens comme Laurel Aitken.

## Histoire
Satélite Kingston est formé en 1997. Ils comptent cinq albums et se sont produits sur toutes sortes de scènes, tant dans leur ville natale de Buenos Aires que dans d'autres régions du pays, au Brésil et en Europe.
En 2004, ils participent à l'album Tribute to Bob Marley, dans lequel ils reprennent les chansons Top Rankin et Trench Town Rock. En 2006, ils participent au Green Album, un hommage reggae aux Beatles, en inversant la chanson Because de John Lennon. En 2010 sort l'album El enemigo,.
Ils se réunissent pour jouer dans différentes parties du monde, comme en 2019 à Mexico, le 19 août 2022 à Buenos Aires, et le 10 décembre 2022 à Santiago au Chili.

## Discographie
- 2000 : Subterrannia
- 2003 : Una isla[5]
- 2006 : Algo tiene que pasar
- 2007 : Mensajes
- 2008 : Sin voz (single)
- 2010 : El enemigo
- 2016 : Todo El Tiempo